# غورنا اورياهوفيتسا
غورنا اورياهوفيتسا هي بلدة، في بلغاريا، تقع في محافظة وليكو تارنوو، هي عاصمة Gorna Oryahovitsa Municipality ‏، بلغ عدد سكانها 31,437 نسمة، تبلغ مساحتها 21 كيلومتر مربع، رمزها البريدي هو 5100.

## مدن توأم
المدن التوأم:
- Szigetszentmiklós [الإنجليزية]‏.

## أعلام
- فاليري بويينوف